# Cynthia Longfieldová
Cynthia Evelyn Longfieldová (16. srpna 1896, Belgravia, Londýn – 27. června 1991, Cloyne, hrabství Cork) byla britská entomoložka. Byla průzkumnicí a expertkou na vážky a zkoumala zejména africké druhy. Pro její rozsáhlou práci byla jmenována „Madame Dragonfly“. Její dominantní oblastí zájmu byla historie přírody. Značnou část roku 1937 cestovala a následně vydala publikaci Vážky britských ostrovů. Pracovala jako vědecká spolupracovnice v Natural History Museum v Londýně.

## Mládí
Cynthia Evelyn Longfieldová se narodila 16. srpna v Pont Street v Belgravii v Londýně. Byla nejmladší dcerou Montiforta a Alice Longfieldových z Castle Mary z Cloyne v irském hrabství Cork. Měla dvě sestry. Alice Longfieldová vyrostla poblíž Oxfordu a byla dcerou vědce, zemřela v roce 1945.

## Kariéra
Během první světové války vstoupila do armádního servisního sboru. Mezi prosincem 1921 a březnem 1922 navštívila Jižní Ameriku. Cestovala do And a navštívila jezero Titicaca. V roce 1923 odcestovala do Egypta, kde u hrobky Ramesse IX. zachytila štíra. Ve stejném roce reagovala na inzerát, ve kterém Evelyn Cheesman ze Zoologické zahrady v Londýně vyzývala k účasti na výzkumné cestě do Tichého oceánu, konkrétně na Galapágy. Této cesty se později účastnila. V roce 1925 vstoupila do Entomologické společnosti v Londýně, jejíž byla první členkou, a později téhož roku se přidala do Královské geografické společnosti. V roce 1926 vstoupila do London Natural History Society, té předsedala v letech 1932 a 1933.
Longfield byla dobrovolnou katalogizátorkou v Natural History Museum, kde byla pověřena konkrétně prací na vážkách. V roce 1927 se připojila k šestiměsíční výpravě do Matto Grosso v Brazílii a vrátila se se vzorky 38 druhů vážek. Tři z těchto druhů byly do té doby neznámé. Druh Corphaeschna longfieldae je pojmenován na její počest. V roce 1937 se Longfield stala mezinárodně uznávanou autoritou a vydala knihu s názvem Vážky britských ostrovů . Kniha se rychle vyprodala a vynesla jí jméno „Madame Dragonfly“.
V roce 1979 věnovala vážky a motýlky Královské irské akademii.  V roce 1983 byla zvolena první čestnou členkou Britské vážkové společnosti.  V roce 2006 byla v Královské irské akademii na Dawson Street otevřena výstava s názvem The Longfield.

## Konec života
Před odchodem do důchodu z Natural History Museum koupila Longfieldová byt v londýnském Kensingtonu. Dne 27. června 1991 zemřela ve věku 96 let a byla pohřbena v katedrále sv. Colemana v Irsku v blízkosti jejího domova v Cloyne.